# László Simon

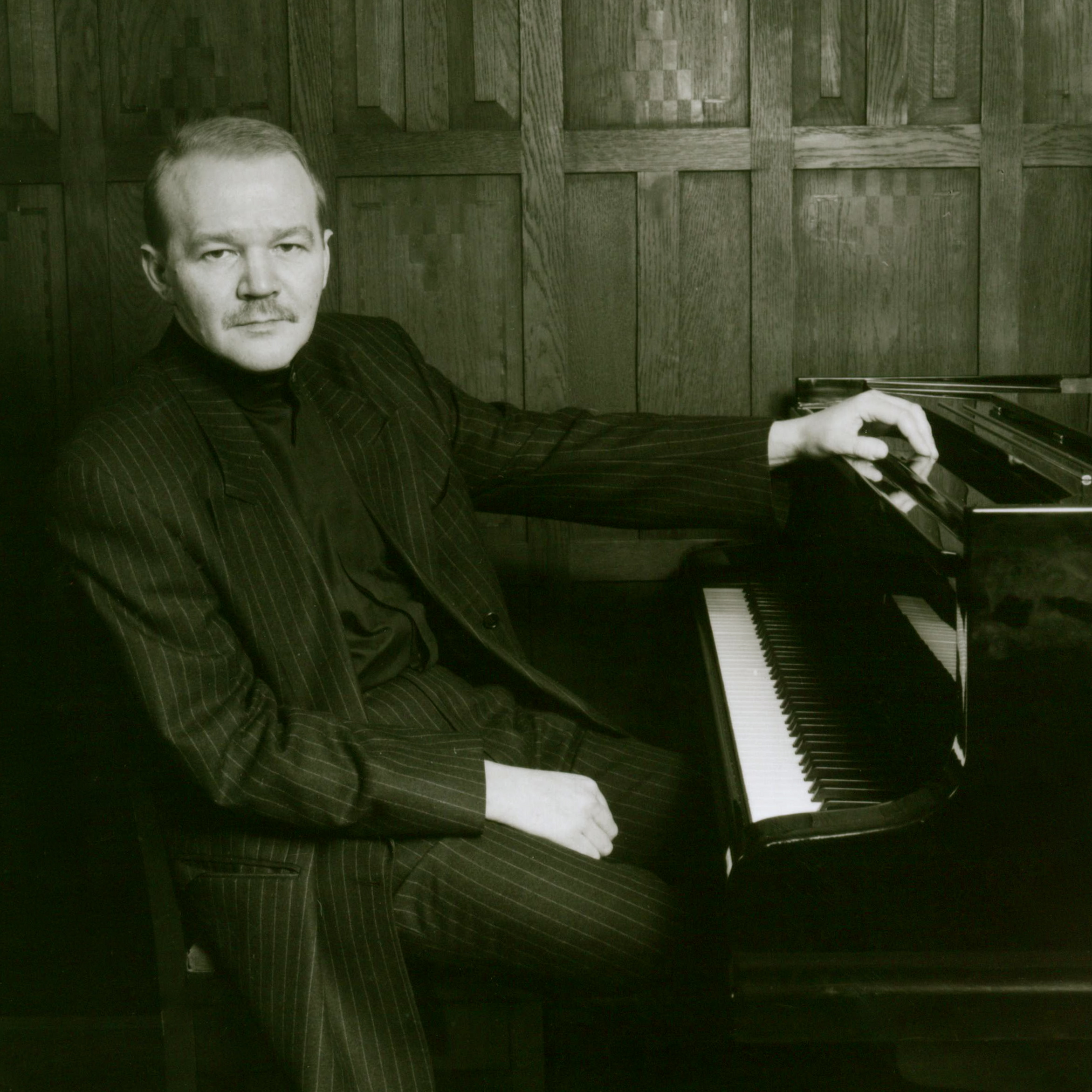
László Simon

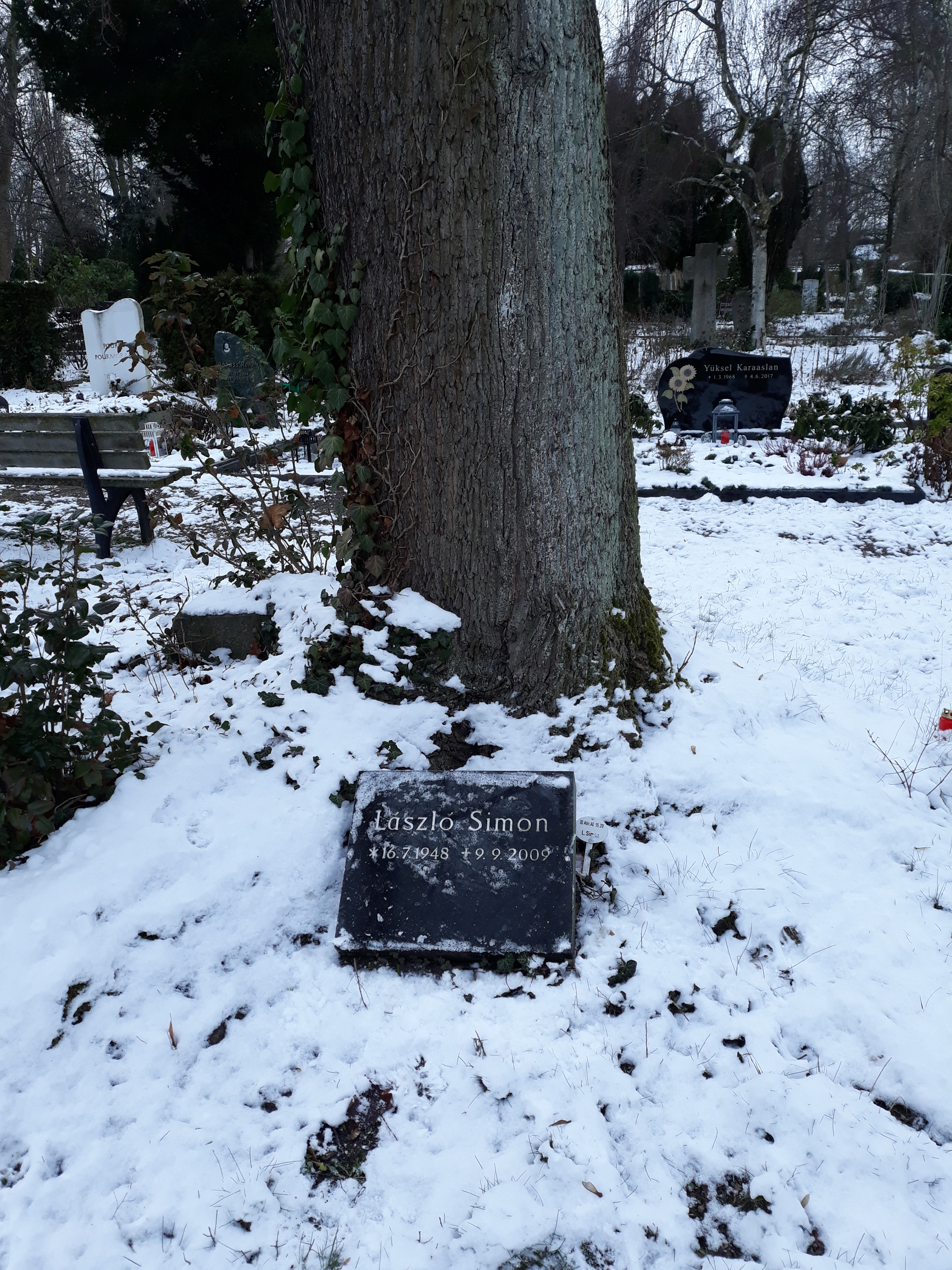
Das Grab von László Simon auf dem Evangelischen Luisenkirchhof III in Berlin.

László Simon (* 16. Juli 1948 in Miskolc; † 9. September 2009 in Berlin) war ein ungarischer Pianist.

## Vita
László Simon studierte bei Zoltán Benkö in Budapest sowie bei Hans Leygraf in Stockholm und Hannover. Künstlerische und pianistische Anregungen erhielt er von Claudio Arrau in New York. Er wurde mit Preisen der internationalen Klavierwettbewerbe Casagrande (1971, 1. Preis ex-aequo), Genf und Busoni (1975, 3. Preis ex-aequo) ausgezeichnet und erhielt den Königlichen Schwedischen Musikpreis. Seine Aufnahme der zwölf Études d’exécution transcendante von Franz Liszt wurden im Jahr 2007 im Skandal um die englische Pianistin Joyce Hatto (1928–2006) plagiiert und erreichten im Zuge der Aufdeckung des Betruges zusätzliche Berühmtheit.
László Simon war ein weltweit angesehener Klavierpädagoge. Nach Stationen in Darmstadt, Hannover und Karlsruhe übernahm er im Jahr 1981 eine Professur an der Hochschule der Künste Berlin. Unter seinen Schülern befanden sich die spätere Dirigentin Shi-yeon Sung sowie die Pianisten Gergely Boganyi, Li-Chun Su und Ji-yeoun You.

## Presse
Tibor Kneif: Ringen um jeden Anschlag. In: Der Tagesspiegel (3. Dez 1982)
„Im Besitz einer vergleichbaren, makellos durchgebildeten Technik würde ein anderer Pianist vielleicht versucht sein, seine manuelle Überlegenheit in der Leistungsschau eines wohltrainierten Gedächtnisses auszuspielen. Wie aber Franz Liszt selbst würde er etwa die hymnischen Schwebeakkorde am Ende der zyklischen h-Moll Sonate mit einem weltmännisch gewandtem Seitenblick auf die gebannten Zuhörer auskosten. Der schwedische Klaviervirtuose László Simon, geboren 1948 in Ungarn, hat für derlei theatralische Effekte keinen Sinn.“
„Er präsentiert nicht hundertmal geübte Tonfolgen im wohligen Gefühl, daß eigentlich nichts schief gehen könnte; vielmehr wirkt er auf dem Podium des Musiksaales, als müsse er gegen eine lauernde Amnesie kämpfen und sich jeden Ton neu in Erinnerung rufen. Sein leidendes, mitunter verzerrtes Gesicht beim Spielen erweckt das Gefühl, dass Töne nicht seine Vertrauten, sondern seine Widersacher sind, die er in einer unerbittlichen Wachsamkeit zu bezwingen hat. László Simon hat keine Zeit, sein Publikum anzuschielen, wenn er gegen die Trägheit des Stoffes kämpft.“
„Wie jede bedeutende Interpretation beruht auch der pianistische Vortrag des Arrau-Schülers Laszlo Simon auf der Gleichzeitigkeit zweier Pole, einer glühenden, phantastischen Besessenheit und einer erbarmungslosen kunstkritischen Nüchternheit. Inmitten dieser Bi-Polarität entstanden Schuberts rondohaft gebaute Drei Klavierstücke (D946) neu – angesichts ihres Ideenreichtums wie auch ihrer himmlischen oder doch jedenfalls halbstündigen Länge ein anmaßend schlichter Titel –, von ihr wurde die singende rechte Hand bei gedämpft figurierender linker Hand geleitet.“
„Von manueller Fertigkeit sprach ich schon oben: Über den kunstvollen Pedalgebrauch müsste man eigens berichten, für den offenbar keine Nuance unbekannt, kein kombinierender Nachhall voneinander abgesetzter Akkorde unmöglich erscheint. Und überall gilt Simons Interesse den Strukturen eines Werkes im Mikrobereich und im Ganzen, in Liszts Sonate nicht minder als in Kodálys "Méditation sur un motiv de Claude Debussy" und dem fünften der 7 Klavierstücke op. 11. Übrigens sind beide letztgenannten Werke Kodálys dem hiesigen Publikum so gänzlich unbekannt, daß ihm das Applaudieren erst einfiel, als bereits die Tänze aus Maroszék mit ihrem seltsamen Gemisch von schlichter Folklore und impressionistisch viertiefter Akkordik ansetzten. Mit drei kurzen Zugaben, darunter zwei Titel aus Bartóks Für Kinder bedankte sich der Solist für den anhaltenden Beifall. Im Oktober 1981 wurde László Simon als Professor an die HdK berufen. Ein verspäteter emphatischer Glückwunsch zu dieser Entscheidung von Tibor Kneif.“
Hellmut Kotschenreuther: Der unbekannte Liszt In: Der Tagesspiegel (Nov. 1983)
„Laszlo Simon wühlte sich mit nie nachlassender Intensität in ihre Finsternisse hinein, eine Interpretation von unanfechtbarer Gültigkeit. (...) das Etüdenwerk ist in jeder Ausgabe eine Herausforderung, die nur ein Pianist mit weit überdurchschnittlicher manueller Eignung und einem angeborenen Virtuosentalent einigermaßen zu bestehen vermag. László Simon ist ein solcher Pianist.“